# Lebensmittelvergiftungen bei Japan Air Lines 1975
Zu massenhaften Lebensmittelvergiftungen bei Japan Air Lines kam es am 3. Februar 1975 an Bord einer Boeing 747 der Japan Air Lines, die einen Flug vom Flughafen Tokio-Haneda über den Flughafen Anchorage zum Flughafen Kopenhagen-Kastrup durchführte. Durch eine von Staphylokokken kontaminierte Mahlzeit vergifteten sich dabei 197 Menschen. Insgesamt mussten 144 Personen stationär in Krankenhäusern behandelt werden. Es ist die umfangreichste je festgestellte Lebensmittelvergiftung an Bord eines Passagierflugzeuges.

## Flugzeug und Insassen
Die Vorfälle ereigneten sich an Bord einer Boeing 747 der Japan Air Lines. Das Luftfahrzeugkennzeichen der betroffenen Maschine ist nicht bekannt, es kommen aber lediglich die beiden Typen Boeing 747-100 und Boeing 747-200B infrage.
An Bord der Maschine befanden sich 344 Fluggäste. Es ist nicht übermittelt, wie viele Besatzungsmitglieder genau an Bord der Maschine waren. Nimmt man an, dass bei der Bedarfsermittlung mit den laut Angaben 364 zubereiteten Mahlzeiten ein Gericht pro an Bord befindlicher Person kalkuliert wurde, so ist nach Abzug der 344 Passagiere von 20 Besatzungsmitgliedern auszugehen.
Ein Großteil der Passagiere, die den außerplanmäßigen Flug angetreten hatten, bestand aus japanischen Mitarbeitern der Coca-Cola Company und ihren Familien, die eine Reise nach Paris gewonnen hatten.

## Flugverlauf
Der Flug führte zunächst vom Flughafen Tokio-Haneda zum Flughafen Anchorage. Anschließend wurde die Arktis überflogen und es war ein Betankungsstopp auf dem Flughafen Kopenhagen-Kastrup vorgesehen. Der letzte Flugabschnitt sollte schließlich zum Flughafen Paris-Charles de Gaulle führen.
Der Flug verlief bis zum Eintreten in den Luftraum Europas ohne besondere Vorkommnisse. Die Flugbegleiter servierten 90 Minuten vor der planmäßigen Landung Schinkenomeletts zum Frühstück.
Im Anflug auf den Flughafen Kopenhagen-Kastrup etwa eine Stunde nach dem Frühstück traten bei vielen Passagieren klinische Symptome wie heftiges Erbrechen, Magenkrämpfe, Brechattacken und Durchfall auf. Insgesamt zeigten 197 Personen – 196 Passagiere und eine Flugbegleiterin – entsprechende Symptome.

## Versorgung der Erkrankten
Von den betroffenen Personen hatten 144 so schwere Symptome, dass sie in Kopenhagen ins Krankenhaus eingeliefert werden mussten. Die 53 weniger schwer Erkrankten wurden in behelfsmäßig eingerichteten Notunterkünften behandelt.
Da nur wenige der Passagiere Dänisch oder Englisch sprachen und die Ärzte kein Japanisch verstanden, wurden japanischsprachige Kellner aus Restaurants in Kopenhagen als Übersetzer tätig.

## Untersuchung des Zwischenfalls
Die klinische Untersuchung der Zwischenfälle leitete der Amtsarzt der Gesundheitsbehörde von Alaska, Mickey S. Eisenberg.
Die Untersuchung von Erbrochenem und Stuhlproben der Passagiere im Labor erbrachte den Nachweis des Erregers Staphylococcus aureus, ebenso wie in 33 verschiedenen Proben der übrig gebliebenen Schinkenomeletts.
Der Schinken war übersät mit Toxinen, die von den Staphylokokken stammten. Aus diesem Grund war die Inkubationszeit der Lebensmittelvergiftung nach Aufnahme der kontaminierten Mahlzeit sehr kurz.

### Infizierung der Speisen
Im Rahmen der Untersuchung wurde zunächst die Herkunft der Erreger ermittelt. Die Ermittlungen konzentrierten sich auf die Betriebsräume von International Inflight Catering, einem in Anchorage ansässigen Tochterunternehmen der Japan Air Lines, in denen die Mahlzeiten zubereitet worden waren. Es konnte ermittelt werden, dass drei Köche an der Zubereitung der Omeletts beteiligt gewesen waren. Einem der Köche konnten die Bakterien eindeutig zugeordnet werden. Der Mann hatte offene Wunden an dem Zeige- und Mittelfinger seiner rechten Hand. Es konnte nachgewiesen werden, dass die Wunden mit Staphylokokken infiziert waren.
Die Maschine war mit vier Speisetrolleys ausgestattet, aus denen heraus 364 Mahlzeiten serviert wurden, davon 40 in der ersten Klasse und jeweils 108 aus den drei Trolleys für das Hauptdeck. Gemäß Eisenberg hatte der Koch mit den infizierten Fingern Gerichte für drei der vier Speisetrolleys zubereitet. Er hatte die infizierten Finger mit Verbänden umwickelt, doch die Betriebsleitung überprüfte seinen Gesundheitszustand nicht, obwohl sie, wie Eisenberg äußerte, dazu verpflichtet gewesen wäre. Der Koch meldete die Verletzungen auch nicht seinem Vorgesetzten, da er sie für nicht erwähnenswert hielt.
Dieser Koch hatte alle 40 Omeletts zubereitet, die in der ersten Klasse serviert wurden, sowie 72 der 108 für einen Trolley des Hauptdecks. Außerdem bestückte er 108 Omeletts, die von einem zweiten Koch zubereitet und in einem weiteren Speisetrolley verstaut wurden, mit Schinken. Von 256 Mahlzeiten, die aus drei Speisetrolleys heraus serviert wurden, hatte der Koch also 112 selbst zubereitet und weitere 108 angefasst. Gemäß der Hypothese von Eisenberg hatten somit 36 Personen, die Essen aus einem der vorderen Speisetrolleys serviert bekamen, sowie 108, die ihre Gerichte aus dem hinteren Trolley serviert bekamen, Gerichte erhalten, die nicht kontaminiert waren.

### Ausbreitung der Erreger
Nach Ansicht von Mikrobiologen genügen für den Ausbruch einer staphylokokkeninduzierten Lebensmittelvergiftung etwa 100 Erreger. Eisenberg sagte, dass die Prozeduren bei der Lebensmittellogistik auf Flügen ideale Bedingungen bieten, unter denen sich Bakterien vermehren und Toxine freisetzen können, die zu starker Übelkeit, schweren Brechanfällen, Durchfall und Bauchkrämpfen führen. Da die Toxine hitzeresistent sind, überstanden sie auch das Erwärmen der Omeletts.
Bevor die Speisen serviert wurden, lagerten der Schinken und die Omeletts rund 14 Stunden lang bei Raumtemperatur und weitere 14 1⁄2 Stunden bei Temperaturen von etwa 10 °C. Wäre der Schinken nicht kontaminiert gewesen, bevor er mehr als 24 Stunden lang ungekühlt aufbewahrt wurde, hätte es nicht zu diesen Lebensmittelvergiftungen kommen können.
Die dänischen Ärzte, die die Erkrankten behandelten, teilten mit, die meisten der Patienten hätten im vorderen Teil der Maschine gesessen. Diese Beobachtung entsprach dem Verteilungsmuster verunreinigter Omeletts gemäß der These Eisenbergs.
Der Anteil der Passagiere, die Erkrankungssymptome aufwiesen, nachdem sie eines der von dem verletzten Koch berührten Omeletts gegessen hatten, lag bei 86 Prozent; null Prozent waren es bei jenen, deren Speisen ohne diesen Kontakt zubereitet wurden.

### Abgleich der Proben
Die Proben vom Stuhl und Erbrochenen der erkrankten Passagiere, Proben der Essensreste und die Proben von den Wunden an den Fingern des Kochs wurden alle positiv auf den Erreger Staphylococcus aureus getestet. Der Bakteriophagentypus sowie die Antibiotikaresistenzen waren jeweils identisch. In den zurückgelassenen Omeletts und Schinkenstücken wurden Staphylokokken-Enterotoxine gefunden.

## Folgen
Nachdem der Catering-Manager von Japan Air Lines, Kenji Kuwabara, erfahren hatte, dass die Kontamination der Omeletts durch seine Köche verursacht worden war, nahm er sich das Leben. Sein Tod blieb der einzige im Zusammenhang mit dem Zwischenfall.
Die medizinischen Unfallermittler betonten, dass Menschen mit infizierten Wunden keine Speisen zubereiten sollten und dass Lebensmittel bei Temperaturen gelagert werden sollten, die niedrig genug sind, um die Wahrscheinlichkeit zu verringern, dass sich Bakterien vermehren.
Eisenberg nannte es ein großes Glück, dass die Piloten nicht von den Omeletts gegessen hatten. Hätten sie es getan, wären sie wahrscheinlich in der Folge nicht mehr in der Lage gewesen, die Maschine sicher zu landen. Stattdessen hatten sich die inneren Uhren der Piloten noch nicht umgestellt, weshalb sie statt eines Frühstücks Steaks aßen. Infolge des Vorfalls wurden die Vorschriften zur Verpflegung von Flugzeugbesatzungen geändert. Eisenberg schlug vor, dass die Piloten einer Maschine jeweils unterschiedliche Gerichte essen sollten, die von unterschiedlichen Köchen zubereitet wurden. Auf diese Weise sollte auch bei umfangreichen Lebensmittelvergiftungen verhindert werden, dass die gesamte Flugbesatzung handlungsunfähig wird. Seit dem Zwischenfall der Japan Airlines ist es daher üblich, dass auf Passagierflügen zwei verschiedene Gerichte angeboten werden.